# جینگوئیسم

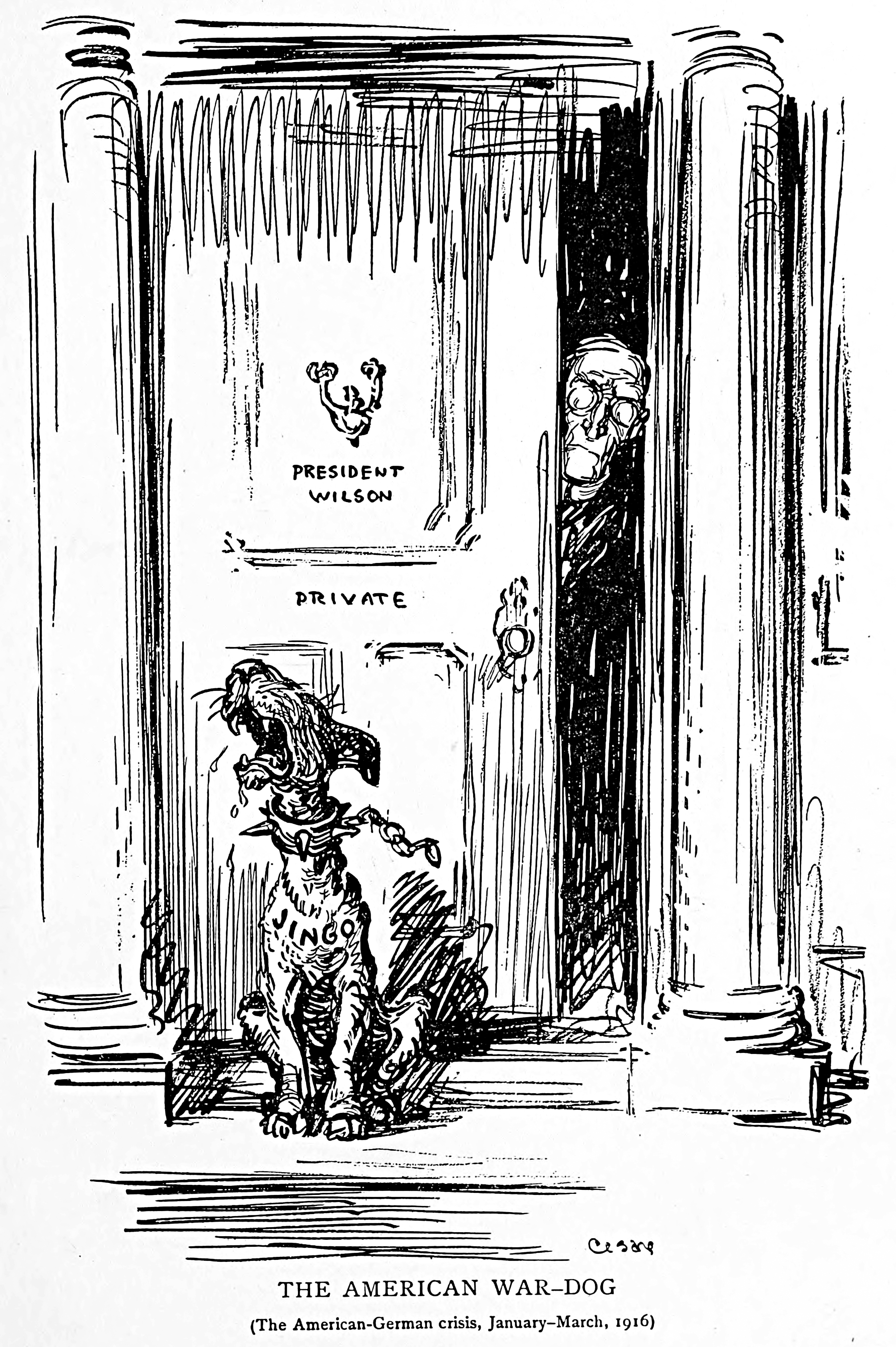
کارتون سیاسی آمریکایی اثر اسکار چزاره، نام سگ جینگو است.

جینگوئیسم (به انگلیسی: Jingoism) نوعی ملی‌گرایی افراطی با مشخصهٔ اصلی سیاست خارجی تهاجمی است. جینگوئیسم تمایل یک کشور به استفاده از تهدید یا زور، به جای برقراری روابط مسالمت‌آمیز و صلح‌طلبانه، برای دفاع از منافع ملی‌اش است. جینگوئیست‌ها کشور خود را برتر می‌دانند و در هر موقعیتی جانبدارانه طرف خودی را می‌گیرند.
خاستگاه لغوی جینگوئیسم به بریتانیا بر می‌گردد که رویکرد ستیزه‌جویانه نسبت به روسیه در خلال جنگ‌های روسیه با عثمانی در دههٔ ۱۸۷۰ شدت گرفته بود.